# 卵萼龙胆
卵萼龙胆（学名：Gentiana bryoides）为龙胆科龙胆属的植物。分布于锡金、尼泊尔、不丹以及中国大陆的西藏自等地，生长于海拔3,800米至4,500米的地区，多生长在山顶草地、高山草坡及林下，目前尚未由人工引种栽培。